# Bank One Corporation
Bank One Corporation, med säte i Chicago, Illinois, var den sjätte största banken i USA. Bolaget var listat på NYSE under namnet ONE fram till 1 juli 2004 då det köptes upp av J.P. Morgan Chase.